# Марен, Маги
Маги́ Маре́н, также Марэ́н (фр. Maguy Marin, 2 июня 1951, Тулуза) — французская танцовщица и хореограф, один из лидеров современного французского танца, экспериментального направления «не-танец».

## Биография
Училась в Тулузской консерватории, затем в Парижской консерватории у Нины Вырубовой. Танцевала в Балете Страсбурга, с 1970 года училась в «Мудре» у Мориса Бежара, затем выступала в его труппе.
В 1978 году за постановку Nieblas de Niño получила I премию Международного конкурса хореографов в Баньоле. Поворотным моментом в её карьере стал спектакль May B. по драмам Сэмюэля Беккета, показанный Национальным центром современного танца в Анже в 1981 году. Впоследствии неоднократно обращалась к драматургии Беккета. На её стиль как хореографа сильно повлиял танц-театр Пины Бауш.
С 1998 года осуществляет постановки в Национальном центре современного танца в г. Рийё-ля-Пап (департамент Рона).

## Избранные постановки
- Yu Ku Ri (Брюссель, 1976)
- Nieblas de Niño (I премия Международного конкурса хореографов в Баньоле, 1978)
- Zoo (Вильнёв-лез-Авиньон, 1979)
- May B. (Анже, 1981)
- Babel Babel (Анже, 1982)
- Hymen (Авиньон, 1984)
- Calambre (Париж, 1985)
- «Золушка» С. Прокофьева (Лионский балет, 1985)
- Eden (Анже, 1986)
- «Отелло» (Нанси, 1987)
- «Семь смертных грехов» / Les Sept Péchés capitaux (Лион, 1987)
- Coups d'États (Монпелье, 1988)
- Groosland (Амстердам, 1989)
- Cortex (Кретёй, 1991)
- Made in France (Гаага, 1992)
- «Коппелия» (Лион, 1993)
- Waterzooi (Италия, 1993)
- Ram Dam Ram (Канны, 1995)
- Soliloque (Париж, 1995)
- Aujourd'hui peut-être (1996)
- Pour ainsi dire, Vaille que vaille, Quoi qu'il en soit (Мюлуз, 1999)
- Points de fuite (Канны, 2001)
- «Большая фуга» на музыку Бетховена (2001; Лионский балет, 2006)
- «Аплодисментами не наешься» / Les applaudissements ne se mangent pas (Вийёрбанн, 2002)
- Ça, quand même (Ле Ман, 2004)
- «Окружающий мир» / Umwelt (Десин, 2004)
- Ha! Ha! (Рийё-ля-Пап, 2006)
- Turba  (Канны, 2007)
- «Описание битвы» / Description d'un combat (Авиньонский фестиваль, 2009)
- Salve (Лионский танцевальный биеннале, 2010)

## Признание и награды
- 1978 — I премия Международного конкурса хореографов в Баньоле[фр.] за постановку Nieblas de Niño (в номинации «профессиональные хореографы»).
- 2003 — премия Сэмюэла Скриппса[англ.] / ADF за достижения в области современного танца.